# Dorfkirche Babitz

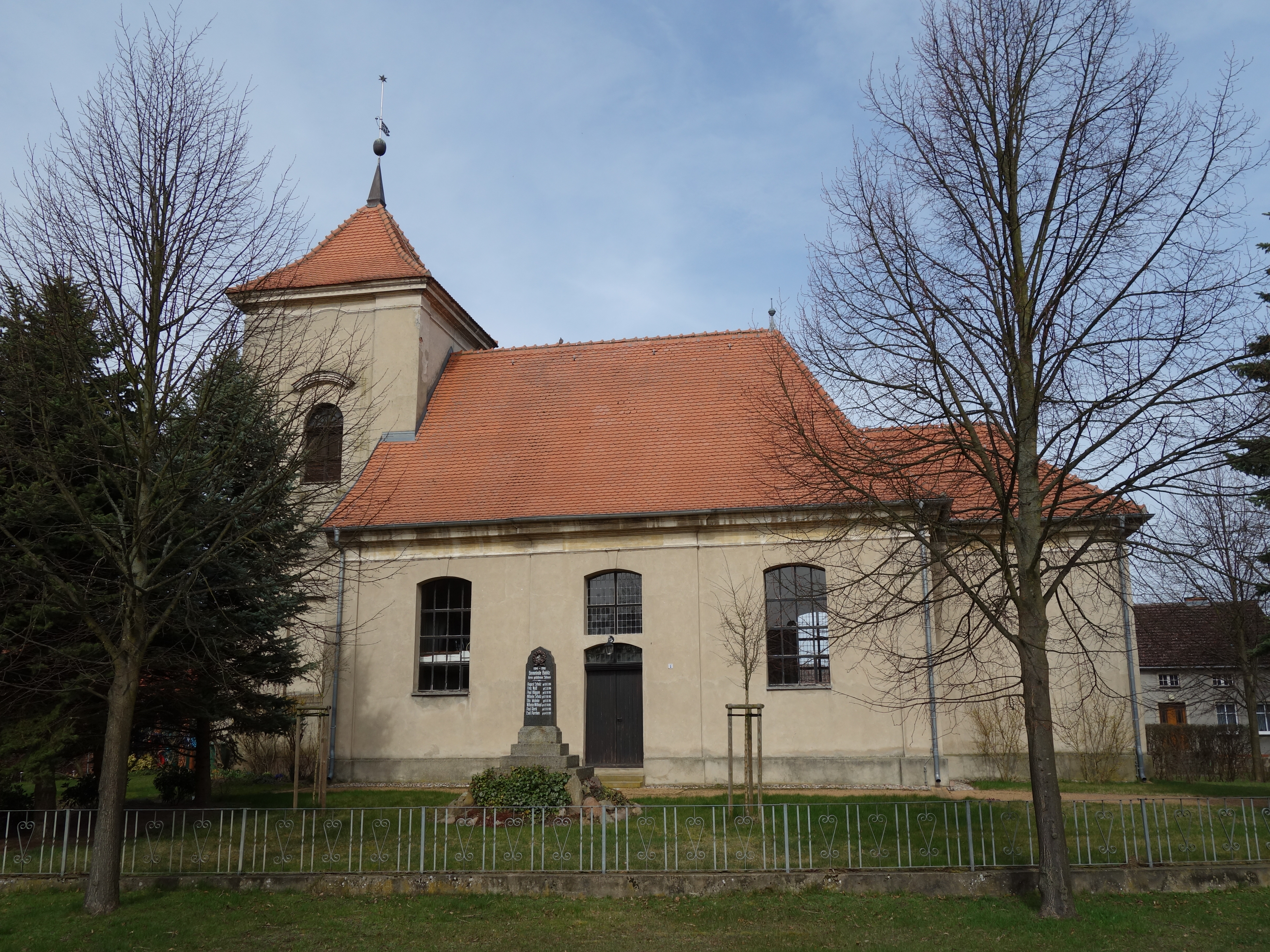
Dorfkirche Babitz

Die evangelische, denkmalgeschützte Dorfkirche Babitz steht in Babitz, einem Ortsteil der Stadt Wittstock/Dosse im Landkreis Ostprignitz-Ruppin in Brandenburg. Die Kirche gehört zur Kirchengemeinde "Zwischen Dosse und Heide" im Kirchenkreis Wittstock-Ruppin im Sprengel Potsdam der Evangelischen Kirche Berlin-Brandenburg-schlesische Oberlausitz.

## Beschreibung
Die 1743 erbaute Saalkirche besitzt mit Lisenen gegliederte Putzfassaden. Sie besteht aus einem Langhaus mit drei Fensterachsen, einem eingezogenen, gerade geschlossenen Chor im Osten und einem Kirchturm auf quadratischem Grundriss im Westen, der mit einem Pyramidendach bedeckt ist. In seinem Glockenstuhl hängen drei Kirchenglocken. An der Südseite des Langhauses befindet sich das Portal, das an der Nordseite ist zugesetzt. 
Der Innenraum des Langhauses, der Emporen an drei Seiten hat, ist mit einer Flachdecke überspannt. Vor dem 1945 vermauerten Chorbogen steht heute der Altar, dahinter befand sich einst der Kanzelaltar.